# Jasmin
Jasmin (Jasminum) er en slægt med ca. 30 arter, der er udbredt i Afrika, Asien, Australien, på Stillehavsøerne og i Sydeuropa (én art). Det er stedsegrønne eller løvfældende træer, buske eller lianer. Unge grene er kantede og furede. Bladene er modsat stillede (sjældnere: spredtstillede eller kransstillede), hele, 3-koblede eller uligefinnede. Blomsterne er samlet i små stande ved bladhjørnerne. Den enkelte blomst er klokke-, rør- eller skålformet og 4-tallig med hvide eller gule (sjældnere: røde eller violette) kronblade og ofte duftende. Frugterne er bær.
Der udtrækkes æterisk olie til fremstilling af parfume fra flere af arternes blomster., på samme måde som roser og lavendel. Her beskrives kun de arter, som forhandles i Danmark.
| Beskrevne arter |

- Ægte jasmin (Jasminum fruticans)
- Duftjasmin (Jasminum grandiflorum)
- Mangeblomstret jasmin (Jasminum polyanthum)
- Vinterjasmin (Jasminum nudiflorum)

| Andre arter |

| - Jasminum angulare - Jasminum angustifolium - Jasminum attenuatum - Jasminum auriculatum - Jasminum azoricum - Jasminum beesianum - Jasminum dichotomum - Jasminum dispermum - Jasminum elegans - Jasminum elongatum - Jasminum floridum - Jasminum fluminense - Jasminum humile - Jasminum lanceolarium - Jasminum mesnyi | - Jasminum multiflorum - Jasminum multipartitum - Jasminum odoratissimum - Jasminum officinale - Jasminum parkeri - Jasminum polyanthum - Jasminum rex - Jasminum sambac - Jasminum simplicifolium - Jasminum sinense - Jasminum subhumile - Jasminum subtriplinerve - Jasminum tortuosum - Jasminum urophyllum |